# Universiteit van Sint Maarten
De Universiteit van Sint Maarten, Engels: University of St. Martin, USM, was een Engelstalige instelling voor hoger onderwijs in Philipsburg op het eiland Sint Maarten in het Caribisch gebied.
De universiteit werd opgericht in 1989 en kwam voort uit het Mullet Bay Institute. Na de orkaan Irma droogden de particuliere giften aan de in financiële moeilijkheden verkerende universiteit op, waarna op 25 oktober 2017 besloten werd de deuren een week later te sluiten.
In 1999 werden de gebouwen verwoest door de orkaan Lenny. Er is vervolgens een nieuw complex gebouwd op het eiland (Pond Island) in de Pond, een zoutmeer.
De president (rector) was, sinds 2010, Annelies van den Assem. Haar voorganger was van 1999 tot 2010 Josianne Artsen (sinds 2015 gevolmachtigd minister van Sint Maarten).